# Henry Taube
Henry Taube (30. listopadu 1915 Neudorf, Saskatchewan – 16. listopadu 2005 Palo Alto) byl americký chemik kanadského původu, nositel Nobelovy ceny za chemii za rok 1983. Obdržel ji za výzkum mechanismu přenosu elektronů v komplexních sloučeninách. Byl druhým chemikem narozeným v Kanadě, který získal Nobelovu cenu a je vůbec jediným nobelistou narozeným v Saskatchewanu. Vysokoškolské vzdělání získal na Univerzitě v Saskatchewanu, doktorát získal na Univerzitě v Berkeley v Kalifornii. Poté pracoval postupně na Cornellově univerzitě, Chicagské univerzitě a Stanfordově univerzitě. Napsal přes 600 publikací včetně jedné knihy a vychoval celkem přes 200 studentů. Se ženou Mary měli tři děti, syn Karl Taube je významným antropologem.